# Schongau (Szwajcaria)
Schongau – miejscowość i gmina w środkowej Szwajcarii, w kantonie Lucerna, w okręgu Hochdorf.
Gmina została utworzona w 831 roku jako Scongaua.

## Demografia
W Schongau mieszka 1 068 osób. W 2021 roku 8% populacji gminy stanowiły osoby urodzone poza Szwajcarią.

W 2000 roku 97,3% populacji mówiło w języku niemieckim, 1,1% w języku albańskim, a 0,5% w języku serbsko-chorwackim.